# Kontrakty
Kontrakty – w dawnej Polsce doroczne zjazdy szlachty odbywające się w miastach w celu zawarcia porozumień handlowych, kredytowych i gospodarczych. Odbywały się na początku roku kalendarzowego; trwały kilka tygodni. Zjazdom towarzyszyły zabawy, uczty i spotkania towarzyskie.